# Henri Paulin Panon Desbassayns
Pour les autres membres de la famille, voir Famille Panon Desbassayns de Richemont.
Henri Paulin Panon Desbassayns est un grand propriétaire esclavagiste de l'île Bourbon, aujourd'hui La Réunion, né le 11 février 1732 à Saint-Paul de La Réunion et mort le 11 octobre 1800, enterré au cimetière marin de Saint-Paul.
Membre de la famille Panon Desbassayns de Richemont, il est le mari de Madame Desbassayns et le père de Joseph, Charles et Philippe Panon Desbassayns. Vétéran des guerres des Indes orientales, il est connu, à titre personnel, pour les nombreux écrits qu'il a laissés, notamment les journaux rédigés durant ses voyages en France en 1785 et 1790-1792. Un portrait de lui d'après ces derniers documents a été établi par l'historien Claude Wanquet en 2011.

## Biographie
Henri Paulin Panon Desbassayns est l'un des premiers membres éminents de la famille Desbassayns. Petit-fils d'Augustin Panon, arrivé sur l'île de la Réunion en 1689, il nait à Saint-Paul le 11 février 1732. Jeune, il entre dans la milice coloniale puis, à partir de 1745, participe à la guerre de Sept Ans. Il a le grade de capitaine. Il est fait prisonnier lors de la capitulation du comptoir français de Pondichéry, qui sera détruit par les Anglais.
De retour à La Réunion en 1763, il hérite de sa grand-mère Duhal d'un immense domaine à la Ravine Saint-Gilles, et prend le nom de Desbassayns, en référence aux bassins présents sur son territoire, afin de se démarquer du reste de sa famille. Héritier du savoir faire de la Compagnie des Indes, qui lui a appris à cultiver le coton, et propriétaire d'esclaves qu'il a ramenés de ses voyages (pratique courante en ce temps), il se lance dans l'exploitation de son domaine.
Il est nommé major de la milice de Saint-Paul et chevalier royal et militaire de Saint-Louis. Ce dernier titre peut lui conférer un tremplin vers la noblesse.
En 1770, il se marie avec une riche héritière créole de l'île Bourbon, Marie Anne Thérèse Ombline Gonneau. Les nombreux terrains dont chacun a hérité, forment un ensemble d'une superficie de 190 hectares, répartis sur différents sites à Saint-Paul, Saint-Leu, Saint-Gilles et à la Grande Ravine. Le couple possède alors 80 esclaves, pour lesquels s'applique un Code noir spécifique à l'île Bourbon à partir de 1723.
Avec son épouse, ils auront neuf enfants dont Joseph Desbassayns, Charles Desbassayns et Philippe Panon Desbassayns. Soucieux de leur réussite scolaire et sociale, Henri entreprend en 1785, puis en 1790, deux voyages en France, durant lesquelles il tient des journaux intimes. Ces derniers, conservés dans les archives familiales, contiennent une foule d’informations sur ses goûts, ses ambitions, ses découvertes, ses enthousiasmes ainsi que ses déceptions, ses craintes, voire ses angoisses à propos de la Révolution française. Ce journal est un document rare pour comprendre l'ambiance de Paris à cette époque.
Il gère sa fortune en financier avisé, et se protège des risques liés à la Révolution en plaçant une grande partie de ses revenus aux États-Unis, à Boston. Sur l'île Bourbon, le recensement de 1789 chiffre la superficie de son domaine à 420 ha. L'habitation Desbassayns compte alors 348 esclaves.
Henry Panon est fier de venir de l'île Bourbon, et se plaît à se définir « étranger » – un « africain », comme le nommera l'un de ses interlocuteurs – sur un territoire métropolitain qu'il foule pour la première fois en 1785, à l'âge de 55 ans. Sa terre natale et les guerres de l'Inde lui ont forgé une identité solide. Il exprime à de multiples reprises le caractère de sa différence et s'attache à cultiver cette ancre culturelle.

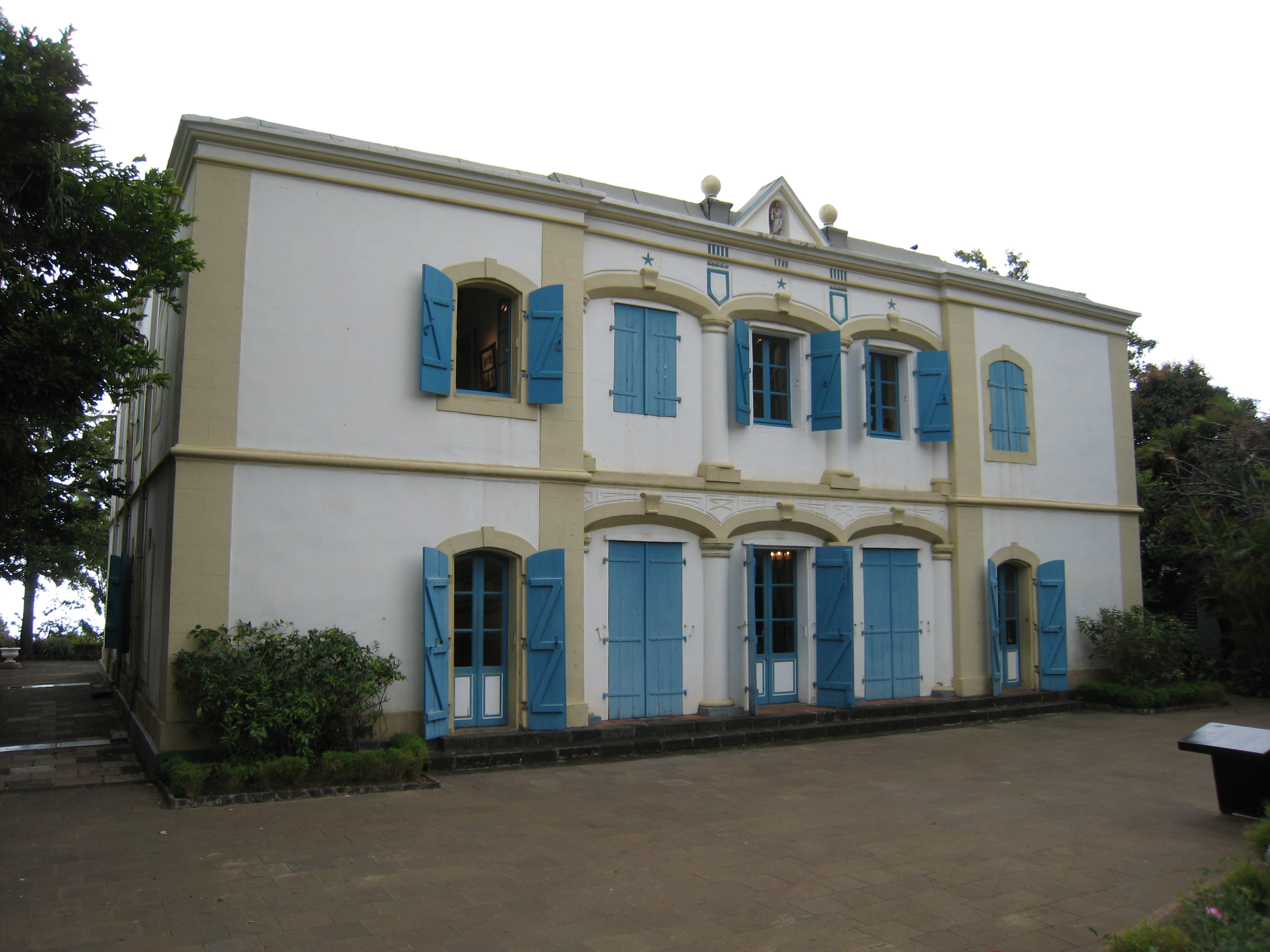
Maison des maîtres de l'habitation Desbassayns à Villèle (Saint-Gilles les Hauts).

Devenu l'homme le plus riche de l'île, il fait construire les maisons de la propriété Grand Cour à Saint-Paul, la maison de Saint-Gilles les Hauts et la Maison Blanche au Bernica. Ces édifices sont de style « malabar », influencé par l'architecture de Pondichéry où il a officié. La maison familiale sise à Saint-Gilles les Hauts, sera donnée par ses descendants au département de La Réunion en 1970.
Lors de la Révolution française, l'esclavage est aboli une première fois par la Convention montagnarde en 1794. Cette abolition est rejetée par les notables de l'île Bourbon, dont Panon Desbassayns.
En 1797, trois ans avant son décès, sa propriété réunionnaise porte sur environ 750 ha, où travaillent 417 esclaves, ce qui en fait la plus vaste de l’île.
En 1799, il devient le beau-père de Joseph de Villèle, officier de la marine royale établi sur l'île qui deviendra plus tard président du conseil des ministres sous Louis XVIII, entre 1821 et 1828.
Il disparait en 1800, laissant son épouse Ombline gérer seule ce qui est alors devenu l'une des plus grandes fortunes de l'île de La Réunion, et une propriété s'étendant sur des centaines d'hectares, considérée comme la plus grande et la plus productive de l'île. Ombline gèrera le patrimoine familial avec une remarquable habileté et fermeté, et deviendra l'un personnage majeur et controversé de l'île de la Réunion. Elle entre dans la légende sous le nom de Madame Desbassyns.